# سسک بیشه تاج‌بلوطی
سسک بیشه تاج‌بلوطی (نام علمی: Cettia major)، یک گونه از سسک‌هاست که در جنوب آسیا یافت می‌شود. اگرچه اندازهٔ کلی جمعیت اندازه‌گیری نشده‌است، این یکی از گونه‌هایی است که به دلیل نابودی زیستگاه در حال کاهش است. اگرچه روند جمعیت آن رو به کاهش است، اما کاهش آن به سرعت رخ نمی‌دهد. به همین دلیل، این گونه به عنوان گونهٔ کمترین نگرانی ارزیابی می‌شود.